# 沃特敦 (明尼蘇達州)
沃特敦（英語：Watertown）是一個位於美國明尼蘇達州卡弗縣的城市。

## 人口
根據2020年美國人口普查的數據，沃特敦的面積為6.92平方千米，當中陸地面積為6.80平方千米，而水域面積為0.12平方千米。當地共有人口4659人，而人口密度為每平方千米673人。